# Нижневский сельсовет (Московская область)
Нижневский сельсовет — упразднённая административно-территориальная единица, существовавшая на территории Московской губернии и Московской области до 1954 года.
Подмонастырский сельсовет был образован в первые годы советской власти. По данным 1918 года он входил в состав Рогачёвской волости Дмитровского уезда Московской губернии.
В 1923 году Подмонастырский с/с был переименован в Нижневский сельсовет.
В 1927 году из Нижневского с/с был выделен Усть-Пристаньский с/с.
По данным 1926 года в состав сельсовета входили село Подмонастырская слобода, деревни Нижнево, Ольсово, Терехово и Усть-Пристань.
В 1929 году Нижневский с/с был отнесён к Дмитровскому району Московского округа Московской области.
27 февраля 1935 года Нижневский с/с был передан в Коммунистический район.
14 июня 1954 года Нижневский с/с был упразднён. При этом его территория была передана в Трёхсвятский с/с.